# Anastasius II.
Anastasius II. (? Řím – 16. listopadu 498 Řím) byl římským biskupem (papežem) od 24. listopadu 496 do 16. listopadu 498. Spolu s papežem Liberiem představují jediné dva papeže z prvních 50, kteří nebyli kanonizováni katolickou církví.

## Život
Když se dal na Vánoce roku 496 v Remeši pokřtít franský král Chlodvík od sv. Remigia, neváhal Anastasius II. a poslal právě pokřtěnému králi blahopřejný dopis. Událost, kdy přestoupil za Anastasiova pontifikátu první barbarský král na katolicismus, bývá považována za den zrození Remeše. Tímto aktem se totiž Chlodvík, král Francie, stal prvním z takto pokřtěných králů. Díky tomu je od té doby vždy označován za „nejstaršího syna“, a jeho říše, tedy Francie, za „nejstarší dceru“ církve. Zároveň s tímto křtem se pojí i událost, kdy slétl Duch Svatý v podobě holubice, která nesla posvátnou nádobku s olejem, kterou měl být Chlodvík pomazán. Tato událost je zdrojem svatosti, kterou francouzské monarchii připisovali její poddaní a po velké francouzské revoluci ti, kteří jí zůstali věrní.
Papež Anastasius II. pokračoval v boji s akakiánským rozkolem, jenž se táhl v církvi z předchozích dob, trval však na tom, že svátosti, které udělili Akakiovi stoupenci, jsou platné. Jako papež také odsoudil traducianismus, který učí, že lidské duše jsou jakýmsi způsobem předávány z rodičů na děti, tzn. že duše nejsou tvořeny Bohem v okamžiku početí, jak tradičně věří římská církev.
Je pohřben v bazilice svatého Petra.